# Vicariat apostolique d'Anhalt

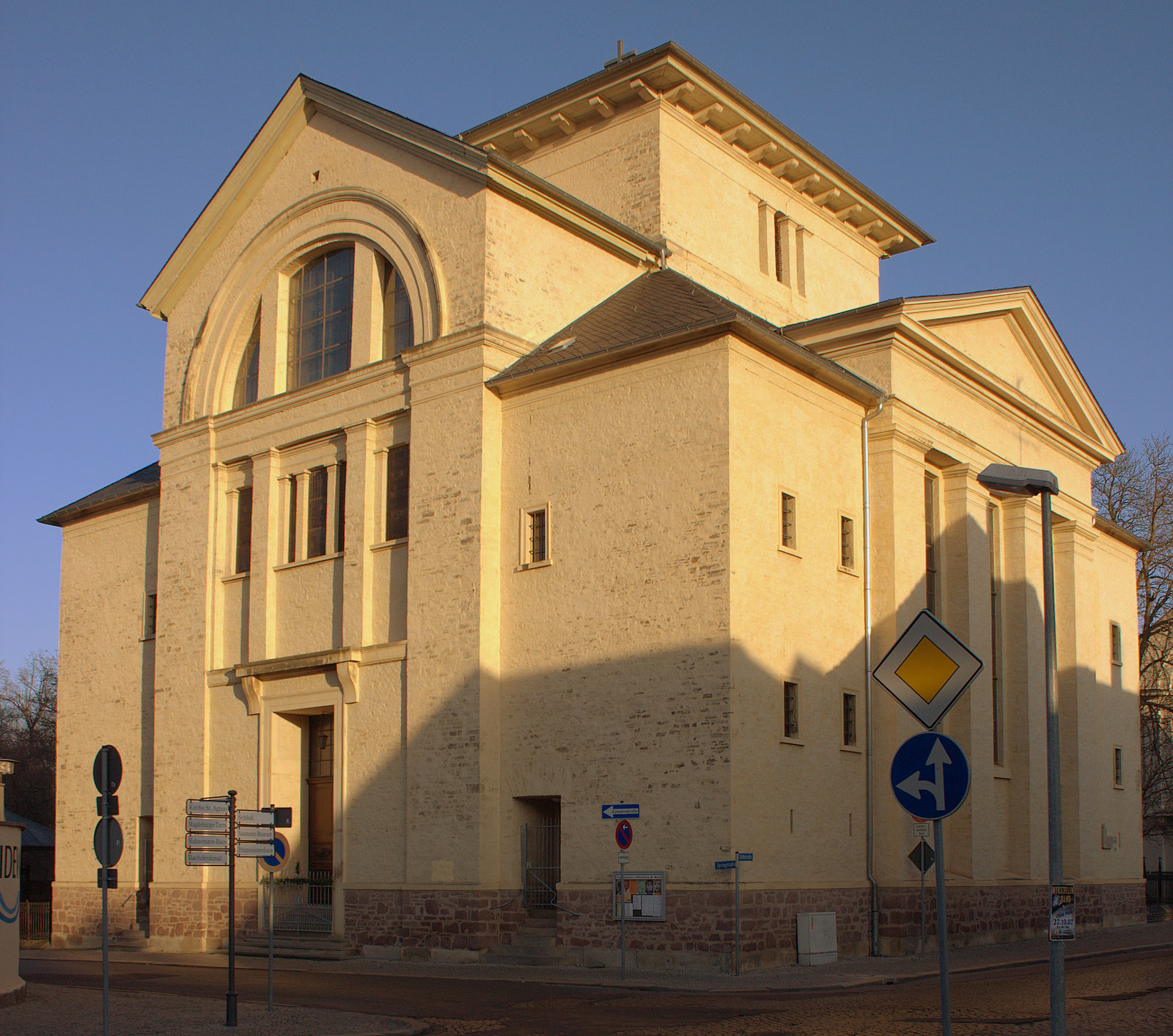
L'église Notre-Dame-de-l'Assomption, construite à Cöthen par le duc Ferdinand-Frédéric d'Anhalt-Köthen.

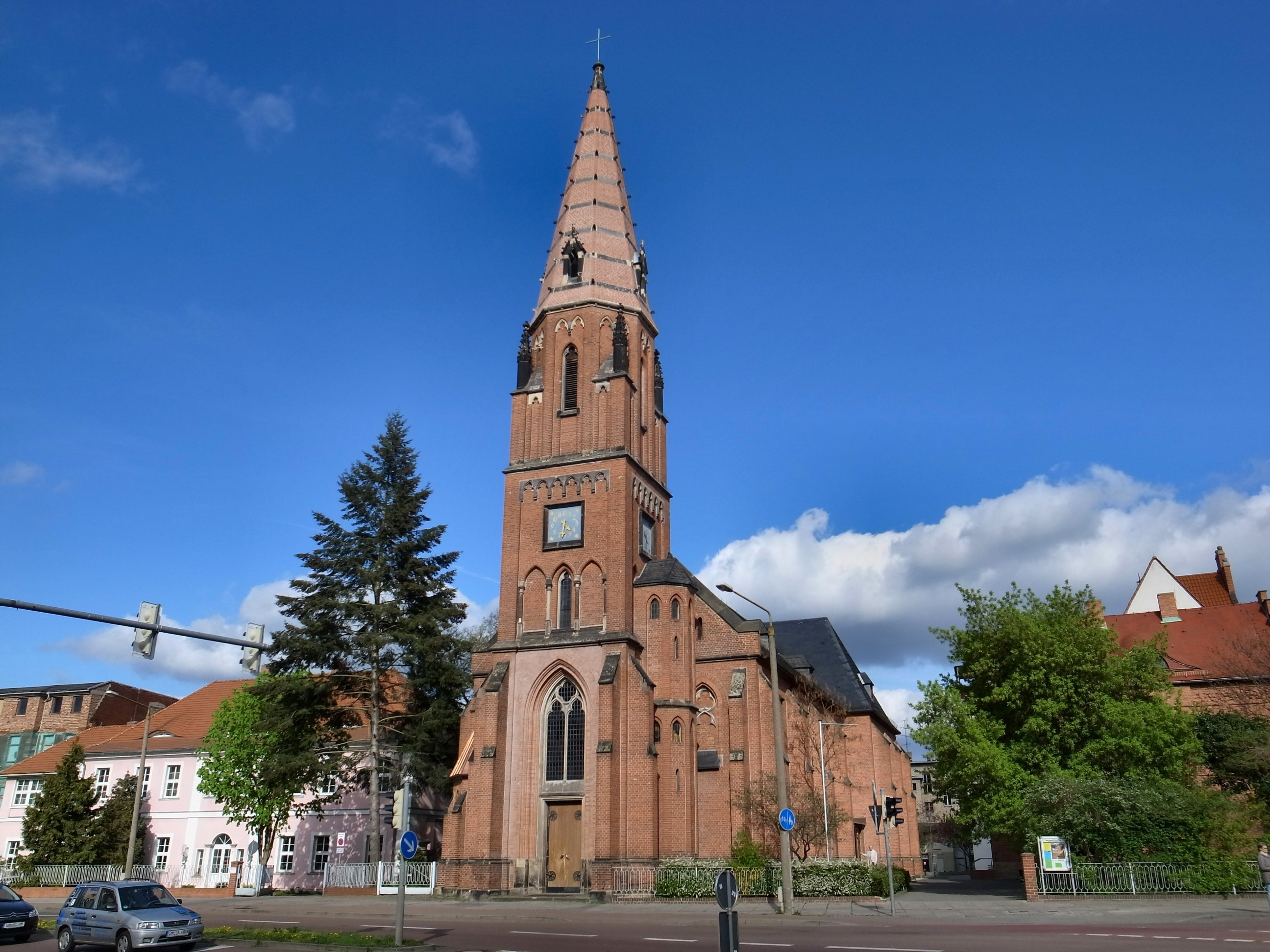
L'.

Le vicariat apostolique d'Anhalt (Vicariatus apostolicus Anhaltini) est un siège aujourd'hui supprimé de l'Église catholique en Allemagne.
Il également nommé dans les sources Mission d'Anhalt ou Mission du duché d'Anhalt.

## Territoire
Le vicariat apostolique comprenait trois États membres de la Confédération germanique, le duché d'Anhalt-Dessau, le duché d'Anhalt-Bernbourg et le duché d'Anhalt-Köthen, réunis en 1863 au duché d'Anhalt. Avant la réforme protestante du XVIe siècle, ces territoires appartenaient à trois diocèses catholiques disparus, celui de Magdebourg, celui du Brandebourg (de) et celui de Mersebourg.
Le nonce de Munich, Mgr Flavio Chigi, subdivisa le vicariat en quatre paroisses : Dessau (de), Zerbst (de), Cöthen (de) et Bernbourg (de).
En 1866, le vicariat pour une population d'environ 181 000 personnes, comptait un peu plus de 3 700 baptisés catholiques desservis par six prêtres provenant des diocèses voisins de Hildesheim et de Paderborn. En 1905, pour une population de 311.999 habitants, 13.493 catholiques étaient recensés.

## Histoire
La présence  catholique dans le duché d'Anhalt, territoire presque exclusivement luthérien, est largement due au duc Ferdinand-Frédéric d'Anhalt-Köthen qui se convertit avec sa femme au catholicisme en 1825. Il appelle dans son duché le jésuite Pierre-Jean Beckx (1795-1887), fait construire à Cöthen l'hôpital des barnabites et l'église catholique Notre-Dame-de-l'Assomption.

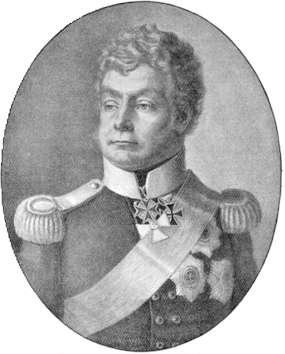
Frédéric-Ferdinand d'Anhalt-Köthen.
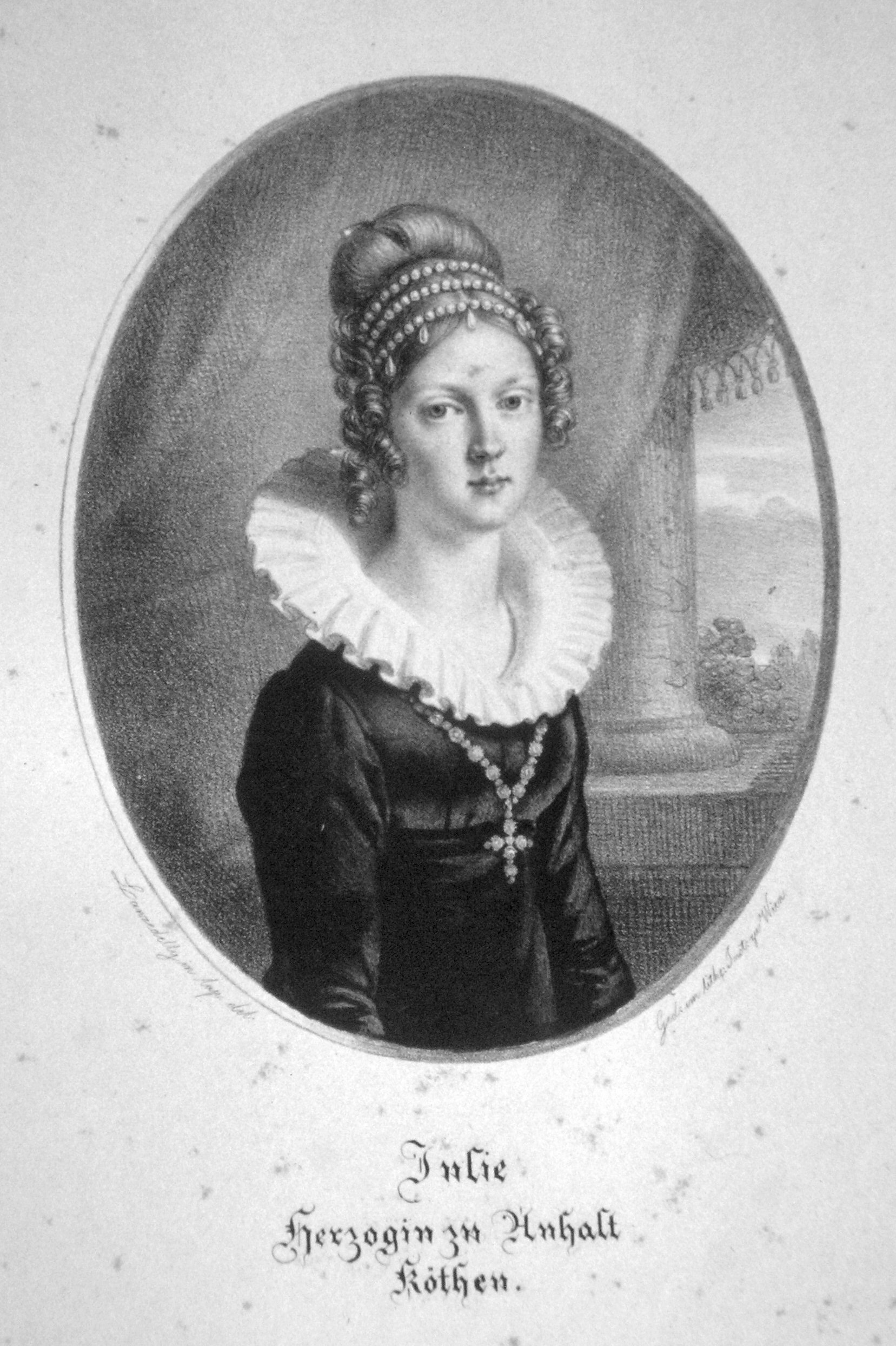
Julie de Brandebourg, deuxième femme de Frédéric-Ferdinand.

Par la lettre apostolique Supremum hoc apostolatus du 17 mai 1826, adressée à Mgr Ignaz Bernhard Mauermann (de), évêque titulaire de Pella (de) et vicaire apostolique de Saxe (de), le pape Léon XIII érige l'église Notre-Dame-de-l'Assomption de Cöthen en paroisse immédiatement sujette au Saint-Siège et nomme Pierre-Jean Beckx comme premier curé. En même temps, il confie à Mgr Mauermann (de) le soin pastoral des catholiques de l'Anhalt.
En 1834, le vicariat apostolique est confié à la nonciature apostolique en Bavière de Munich et le 17 mars 1868 aux évêques de Paderborn qui obtiennent en plus le titre d'« administrateurs apostoliques de la paroisse catholique du district d'Anhalt ».
En 1830, la paroisse de Dessau est érigée, tandis qu'en 1859 le nonce, Mgr Chigi, institue les paroisses de Zerbst et de Bernbourg. Ces deux dernières n'obtiennent la reconnaissance gouvernementale qu'en 1871 et sont donc au début érigées sans le consentement de l'État.
Le pape Benoît XV supprime le vicariat apostolique par le bref apostolique Commissum Nobis du 1er mars 1921, et son territoire est incorporé au diocèse de Paderborn.

## Ordinaires
- Ignaz Bernhard Mauermann (de) † (17 mai 1826 - 1834)
- Charles Joseph Benoît Mercy d'Argenteau † (1834 - 27 avril 1837)[5]
- Michele Viale-Prelà † (9 août 1838 - juin 1845, nommé nonce apostolique en Autriche (en))[5]
- Carlo Luigi Morichini † (avril 1845 - 2 août 1847)[5]
- Carlo Sacconi † (13 novembre 1847 - 28 septembre 1853, nommé nonce apostolique en France)[5]
- Antonio Saverio De Luca † (19 décembre 1853 - 16 juin 1856, nommé nonce apostolique en Autriche)[5]
- Flavio Chigi † (16 juin 1856 - 30 septembre 1861, nommé nonce apostolique en France)[5]
- Matteo Eustachio Gonella † (30 septembre 1861 - 22 juin 1866, nommé évêque de Viterbe)[5]
- Pier Francesco Meglia † (26 octobre 1866 - 17 mars 1868)
- Konrad Martin (de) † (17 mars 1868 - 16 juillet 1879)
  - Sede vacante (1879-1882)
- Franz Kaspar Drobe (de) † (24 mars 1882 - 7 mars 1891)
- Hubert Theophil Simar (de) † (25 juin 1891 - 24 octobre 1899, nommé archevêque de Cologne)
- Wilhelm Schneider (de) † (10 mai 1900 - 31 août 1909)
- Karl Joseph Schulte † (30 novembre 1909 - 8 mars 1920, nommé archevêque de Cologne)
- Kaspar Klein † (30 avril 1920 - 1er mars 1921)